# Цьмінськ
Цьмінськ (пол. Ćmińsk) — село в Польщі, у гміні Медзяна Ґура Келецького повіту Свентокшиського воєводства.
Населення — 2099 осіб (2011).
У 1975-1998 роках село належало до Келецького воєводства.

## Демографія
Демографічна структура на день 31 березня 2011 року:
|          | Загалом | Допрацездатний вік | Працездатний вік | Постпрацездатний вік |
| -------- | ------- | ------------------ | ---------------- | -------------------- |
| Чоловіки | 1018    | 198                | 739              | 81                   |
| Жінки    | 1081    | 216                | 667              | 198                  |
| Разом    | 2099    | 414                | 1406             | 279                  |